# Werner Konings
Werner Konings is een Belgisch kick- en thaibokser.

## Levensloop
Konings is meervoudig kampioen in het thaiboksen, kickboksen, semi en fullcontact. Hij begon eerst te trainen by Thaiboksclub The Bushido's Borgerhout. Daar onder leiding van Jan Govaerts en sparringpartners als Marc De Wit, Murat Direkci, Luk Kempeneers, etc.. behaalde hij de volgende titels:
- Belgisch kampioen semi, light en fullcontact
- Belgisch kampioen Kickboksen en Thaiboksen
- Europees kampioen Kickboksen
- Europees kampioen Full Contact
- Wereldkampioen Full Contact ISKA

In 2007 traint hij enkele talenten in zijn eigen club The Gladiators te Schilde.